# Magical Chase
Magical Chase (マジカルチェイス?, Majikaru Chieisu) è un videogioco sviluppato da Quest e pubblicato nel 1991 per TurboGrafx-16. Il gioco ha ricevuto conversioni per Microsoft Windows e Game Boy Color, quest'ultima denominata Magical Chase GB.
La colonna sonora di Magical Chase, realizzata da Hitoshi Sakimoto e Masaharu Iwata, è stata distribuita nel 2013.

## Trama
La protagonista è Ripple, una giovane strega che viaggia a bordo di una scopa volante in compagnia di due stelle antropomorfe e che deve sconfiggere sei demoni erroneamente liberati da un libro magico.

## Modalità di gioco
Sparatutto a scorrimento orizzontale in stile Gradius, Magical Chase è composto da sei livelli, ognuno dotato di due boss. Sono presenti tre difficoltà di gioco, sebbene la più semplice sia costituita solamente da tre scenari.

## Remake e omaggi
Oltre alla versione per Game Boy Color, sottotitolata Minarai Mahoutsukai Kenja no Tani e, sono stati realizzati alcuni giochi basati su Magical Chase tra cui Trouble Witches e Little Chaser. Alcuni riferimenti al titolo sono inoltre presenti nella serie Ogre Battle, sviluppata da Quest.